# Màlaia Víxera
Màlaia Víxera (en rus: Малая Вишера) és una ciutat de l'óblast de Nóvgorod, a Rússia, segons el cens del 2021 tenia 10.161 habitants.